# Mietałłurg Żłobin (piłka siatkowa)
Mietałłurg Żłobin (ros. Металлург Жлобин, Mietałłurg Żłobin, biał. Металург Жлобін, Mietałurh Żłobin) – białoruski męski zespół siatkarski ze Żłobina. Dwukrotny mistrz Białorusi oraz dwukrotny zdobywca Pucharu Białorusi. Swoje mecze rozgrywał w Pałacu Sportu w Homlu.
Został założony w 1993 roku pod nazwą Krok (Крок). W styczniu 2001 roku nazwę zespołu zmieniono na Mietałłurg. Należał do klubu HWK Homel (ros. Gomielskij Wolejbolnyj Kłub).
Zespół Mietałłurg Żłobin przestał funkcjonować po sezonie 2012/2013.

## Bilans sezonów
| Sezon     | Rozgrywki ligowe | Rozgrywki ligowe |
| Sezon     | Poziom           | Miejsce          |
| --------- | ---------------- | ---------------- |
| 1993/1994 | 1. liga          | 7-8. miejsce     |
| 1994/1995 | 1. liga          | 2. miejsce       |
| 1995/1996 | 1. liga          | 1. miejsce       |
| 1996/1997 | 1. liga          | 1. miejsce       |
| 1997/1998 | Wysszaja liga    | 5. miejsce       |
| 1998/1999 | Wysszaja liga    | 6. miejsce       |
| 1999/2000 | Wysszaja liga    | 7. miejsce       |
| 2000/2001 | Wysszaja liga    | 5. miejsce       |
| 2001/2002 | Wysszaja liga    | 6. miejsce       |
| 2002/2003 | Wysszaja liga    | 5. miejsce       |
| 2003/2004 | Wysszaja liga    | 4. miejsce       |
| 2004/2005 | Wysszaja liga    | 4. miejsce       |
| 2005/2006 | Wysszaja liga    | 3. miejsce       |
| 2006/2007 | Wysszaja liga    | 4. miejsce       |
| 2007/2008 | Wysszaja liga    | 1. miejsce       |
| 2008/2009 | Wysszaja liga    | 1. miejsce       |
| 2009/2010 | Wysszaja liga    | 2. miejsce       |
| 2010/2011 | Wysszaja liga    | 3. miejsce       |
| 2011/2012 | Wysszaja liga    | 3. miejsce       |
| 2012/2013 | Wysszaja liga    | 4. miejsce       |

Poziom rozgrywek:
     pierwszy poziom
     drugi poziom

## Występy w europejskich pucharach
| Sezon     | Puchar           | Osiągnięcie |
| --------- | ---------------- | ----------- |
| 2008/2009 | Puchar Challenge | ćwierćfinał |
| 2009/2010 | Puchar Challenge | II runda    |
| 2010/2011 | Puchar Challenge | 1/8 finału  |
| 2011/2012 | Puchar Challenge | II runda    |
| 2012/2013 | Puchar Challenge | I runda     |

## Osiągnięcia
- Mistrzostwa Białorusi:
  -  1. miejsce (2x): 2008, 2009
  -  2. miejsce (1x): 2010
  -  3. miejsce (3x): 2006, 2011, 2012
- Puchar Białorusi (2x): 2007, 2008